# Mack McCormick
Robert „Mack“ McCormick (* 3. August 1930 in Pittsburgh, Pennsylvania; † 18. November 2015 in Houston, Texas) war ein US-amerikanischer Folklore- und Musikforscher.
In den 1950er und 1960er Jahren entdeckte McCormick Blues-Musiker wie Mance Lipscomb, Lightnin’ Hopkins und Buster Pickens und war an deren ersten Schallplattenaufnahmen beteiligt. Gleichzeitig erweckte er auch bereits verstorbene Blues-Legenden wie Robert Johnson und Henry Thomas literarisch wieder zum Leben. 
McCormick hat Dutzende von Büchern, Zeitschriften-Artikeln und Schallplatten-Begleittexten verfasst und an der renommierten Smithsonian Institution gearbeitet. Im Laufe seines über 50-jährigen Forscherlebens legte er auch eines der umfangreichsten privaten Archive der texanischen Musikgeschichte an.